# Commissione alleata di controllo
Il Consiglio di controllo alleato o Autorità di controllo alleata (in inglese: Allied Control Council o Allied Control Authority, sigla ACC, in tedesco: Alliierter Kontrollrat), noto anche come le quattro potenze (in tedesco: Vier Mächte), era l'organo di governo politico militare delle zone di occupazione alleate in Germania e Austria, occupate dagli alleati alla fine della Seconda guerra mondiale. I suoi membri erano gli Stati Uniti d'America, il Regno Unito e l'Unione Sovietica. Successivamente fu aggiunta, tramite una votazione, la Francia, che però non ebbe incarichi. Il Consiglio aveva sede a Berlino-Schöneberg ed era articolato in commissioni e sottocommissioni, in cui furono impegnate circa 1.500 persone. Il Consiglio è stato convocato per determinare diversi piani per l'Europa del dopoguerra, compreso come cambiare i confini e trasferire le popolazioni nell'Europa orientale e in Germania. Poiché le quattro potenze alleate si erano unite in un condominio che affermava il potere supremo in Germania, il Consiglio alleato di controllo alleato fu l'unica autorità sovrana legale per la Germania nel suo insieme, sostituendo il governo civile estinto della Germania nazista.

## Necessità di un accordo
Dopo la morte di Adolf Hitler, Karl Dönitz divenne presidente della Germania e Joseph Goebbels divenne cancelliere in base all'ultimo testamento politico di Hitler. Goebbels si suicidò subito dopo e fu sostituito da Lutz Graf Schwerin von Krosigk, che però rifiutò il titolo di cancelliere e divenne Primo ministro. Dönitz autorizzò la stipula, a Reims, di una resa incondizionata di tutte le forze militari tedesche, che entrò in vigore l'8 maggio 1945. Dönitz ed il suo governo non furono riconosciuti dagli Alleati e furono arrestati il 23 maggio 1945 dall'Esercito Britannico. L'Accordo della Resa della Germania usato dagli alleati a Reims fu modellato similmente a quello usato qualche giorno prima in occasione della resa delle truppe tedesche in Italia. Quindi gli Alleati non usarono quello che era stato stabilito per la resa della Germania dalla "Commissione Europea di Sorveglianza" (EAC). Ciò creò un problema legale per gli Alleati, poiché sebbene l'esercito tedesco si fosse arreso in modo incondizionato, il governo civile tedesco non era stato incluso nella resa. Questa questione fu giudicata molto importante, dato che Hitler aveva usato la "resa civile" e non specificamente "militare" del 1918 come pretesto per riprendere la questione "Stab in the back" ("Pugnalata alla schiena"). Gli alleati, per evitare il sorgere di una Germania ostile, decisero di non riconoscere Dönitz, ma piuttosto di firmare un documento fra le quattro potenze, in modo da creare la Commissione alleata di controllo.

## Stipulazione
Il 5 giugno 1945, a Berlino, i maggiori esponenti delle quattro potenze occupanti firmarono una Dichiarazione Comune riguardo alla Sconfitta della Germania (la cosiddetta Dichiarazione del 1945), che abolì formalmente ogni forma di governo dalla nazione:
[US Department of State, Treaties and Other International Acts Series, No. 1520.]»
Quest'imposizione era in linea con l'Articolo 4 del Metodo di Resa che era stato incluso in modo che il documento EAC, o qualcosa di simile, poté essere imposto ai tedeschi dopo la resa militare. L'Articolo 4 stabiliva:
In realtà, certamente, ogni autorità civile tedesca cessò di esistere alla morte di Hitler e più tardi con la caduta di Berlino. Queste dichiarazioni delle Nazioni Unite furono formalizzate solo de facto e diedero alla Germania solide basi politiche con il controllo alleato. Tuttavia il reale esercizio del potere avvenne con l'"Accordo sul Metodo di Controllo in Germania", stipulato a Londra da Regno Unito, Stati Uniti ed URSS il 14 novembre 1944, basato sul lavoro della Commissione Europea di Sorveglianza. La Germania fu divisa in tre zone di occupazione, una britannica, una statunitense ed una sovietica, e le regole di ogni zona furono stabilite dai rispettivi generali delle tre nazioni (successivamente fu aggiunta una zona di occupazione francese).